# Peter Shor
Pour les articles homonymes, voir Williston et Shor (homonymie).
Peter Williston Shor, né le 14 août 1959, est un mathématicien américain. Il est connu pour son travail sur le calcul quantique, en particulier pour l'algorithme de Shor, un algorithme quantique utilisé pour la décomposition en produit de facteurs premiers, qui à l'heure actuelle, est exponentiellement plus rapide que le meilleur algorithme connu tournant sur un ordinateur classique.

## Éducation
Lorsqu'il est étudiant à la Tamalpais High School de Mill Valley (Californie), il finit troisième aux Olympiades mathématiques des États-Unis. L'année suivante, il obtient la médaille d'argent aux Olympiades internationales de mathématiques. En 1978, il termine parmi les cinq meilleurs participants (Putnam Fellows) au William Lowell Putnam Mathematical Competition. Il obtient le baccalauréat universitaire en sciences mathématiques en 1981 à l'Institut de Technologie de Californie (Caltech) et son doctorat à l'Institut de Technologie du Massachusetts (MIT). Son directeur de thèse est F. Thomson Leighton et sa thèse porte sur l'analyse probabiliste des algorithmes de type bin-packing.

## Carrière
Après son diplôme, il fait un post-doctorat d'un an à l'Université de Californie à Berkeley avant d'être embauché aux laboratoires Bell. C'est durant cette période qu'il développe l'algorithme de Shor pour lequel il obtient le prix Nevanlinna en 1998 au 23e Congrès international des mathématiciens, le prix Gödel en 1999 ainsi que la Médaille Dirac de l'ICTP.
Peter Shor rejoint l'Institut de Technologie du Massachusetts (MIT) en 2003 où il devient professeur en mathématiques appliquées au département de Mathématiques. Il est également membre du Laboratoire de Recherche en Informatique et Intelligence Artificielle du MIT(CSAIL) et du Center for theoretical Physics (CTP).
En 2007, il reçoit la Distinguished alumni award du Caltech.
En 2011, Peter Shor est élu à l'Académie américaine des Arts et des Sciences.